# Terrorisme en 1982
L'année 1982 a compté 221 morts et 841 blessés lors d'attentats, dans le cadre d'actes de « terrorisme international », selon la RAND Corporation, dont 6 qui tuent plus de 80 personnes,.

## Événements

### Janvier
- 18 janvier, France : l’« écoterroriste » suisse Chaïm Nissim tire cinq roquettes sur la centrale nucléaire Superphénix alors encore en construction, dont deux atteignent leur cible sans toucher le cœur du réacteur encore vide de combustible. Le 8 mai 2003, Nissim reconnaîtra être l’auteur de l’attentat et révèlera que les armes lui avaient été fournies par Carlos[2].

### Mars
- 29 mars, France : une bombe explose dans le train TEE le Capitole reliant Paris à Toulouse. L'attentat fait cinq morts et vingt-neuf blessés[3]. L'attentat est revendiqué par les « amis de Carlos »[4]. Ce dernier nie toute participation à cette attaque lors de son procès, expliquant que la cible de l'attentat était Jacques Chirac[5].

### Avril
- 22 avril, France : une voiture piégée explose devant le siège du magazine Al Watan Al Arabi, rue Marbeuf à Paris, faisant un mort et soixante-trois blessés[6].

### Juillet
- 20 juillet, Royaume-Uni : deux attentats de l'IRA provisoire à Londres, à Hyde Park et Regent's Park, font huit morts et quarante-sept blessés[7].

### Août
- 9 août, France : la fusillade de la rue des Rosiers, à Paris, fait six morts et vingt-deux blessés[8]. L'enquête met en cause le Fatah, Conseil révolutionnaire d'Abou Nidal, un groupe palestinien dissident de l'OLP : les douilles retrouvées sont en effet des munitions de 9 mm court « Makarov » tirées par un PM Wz 63 de fabrication polonaise, « signature » de ce groupe[9],[10].

### Septembre
- 14 septembre, Liban : un attentat devant le QG des Forces libanaises, causant la mort Bachir Gemayel, tout juste élu à la présidence du Liban, et de vingt-six autres personnes[réf. souhaitée].

### Novembre
- 4 novembre, Liban : un attentat-suicide contre le quartier général de l'armée israélienne à Tyr au Liban fait cent soixante-douze morts[11]. L'attentat est revendiqué par le Hezbollah[12].

### Décembre
- 7 décembre, Irlande du Nord : un attentat à la bombe de l'IRA provisoire à Ballykelly fait dix-sept morts et une trentaine de blessés[13].